# Portocolom
Portocolom és un nucli costaner que pertany al municipi de Felanitx. Està ubicat al sud-est de l'Illa de Mallorca i n'és un dels pocs ports naturals, el més abrigat i gran de tota la costa oriental amb una extensió total de 60 hectàrees. És l'indret privilegiat d'estiueig per molts felanitxers, que el coneixen com es Port, així com per gent de l'illa sencera, d'arreu d'Espanya i d'altres països europeus.

## Toponímia
El nom de Portocolom deriva molt probablement del romanç andalusí parlat a Mallorca, és a dir, la llengua romànica diferent del català que parlaven els habitants de l'illa com a evolució del llatí i extint durant l'època de dominació àrab (902-1229). El nom original d'aquest indret sembla esser Portus Columbi ('el Port del Colom').

## Geografia

### Física
Portocolom és situat al sud-est de l'illa de Mallorca, al vessant marí del sector més meridional de les Serres de Llevant. És el port natural més gran i abrigat de la costa occidental. De la badia es distingeix, com a estampa típica juntament amb el far característic que en presideix l'entrada, el Puig de Sant Salvador, l'històric castell de Santueri i altres pics de diferent alçada, que separen el nucli del pla mallorquí. Dins la pròpia badia, entrant per vía marítima per "sa Boca", s'hi troba a ma esquerra "sa Bassa Nova", punt de desembocadura del Torrent des Corso que, junstament amb el de Ca n'Alou, és el més important del port. A mà dreta s'hi ubiquen les platges des Bado, s'Arenal Gran, s'Arenal Petit i es Banys de na Cleo, just devora l'illot adjacent al far, "es Penyal Roig". Fora de la badia hi trobam també les platges de Cala Marçal, Cala Barbacana i es Caló des Manuells a la punta sud, i s'Algar a la punta nord.

### Humana
En nucli poblacional s'ubica a uns 12 quilòmetres de Felanitx i a les proximitats de s'Horta, Cala Ferrera, es Carritxó (Felanitx), Calonge, Cala d'Or, (Santanyí) i Cala Murada (Manacor). Compta amb un total de 4.483 habitants, segons el cens del 2019, tot i que la població durant la temporada estival es duplica per l'afluència de turistes, habitadors de segones residències i treballadors temporals. Es divideix en cinc grans zones: la urbanització de Cala Marçal, caracteritzada pels locals de restauració, hotels i lleure dedicat sobretot al turisme; la urbanització de Cas Corso, eminentment residencial però també amb considerable afluència turística; el barri de sa Duana, construït l'any 1880 degut a la rellevància comercial del port, marcat ara per considerables llocs de restauració i per la infraestructura del Club Nàutic; el barri de sa Capella, sorgit el 1877 com a colònia agrícola a la petita península propera al pla de sa Sínia, al voltant de l'església; i es Tancat de sa Torre, proper del far, indret on s'hi ubiquen les construccions més luxoses de Portocolom.

## Història

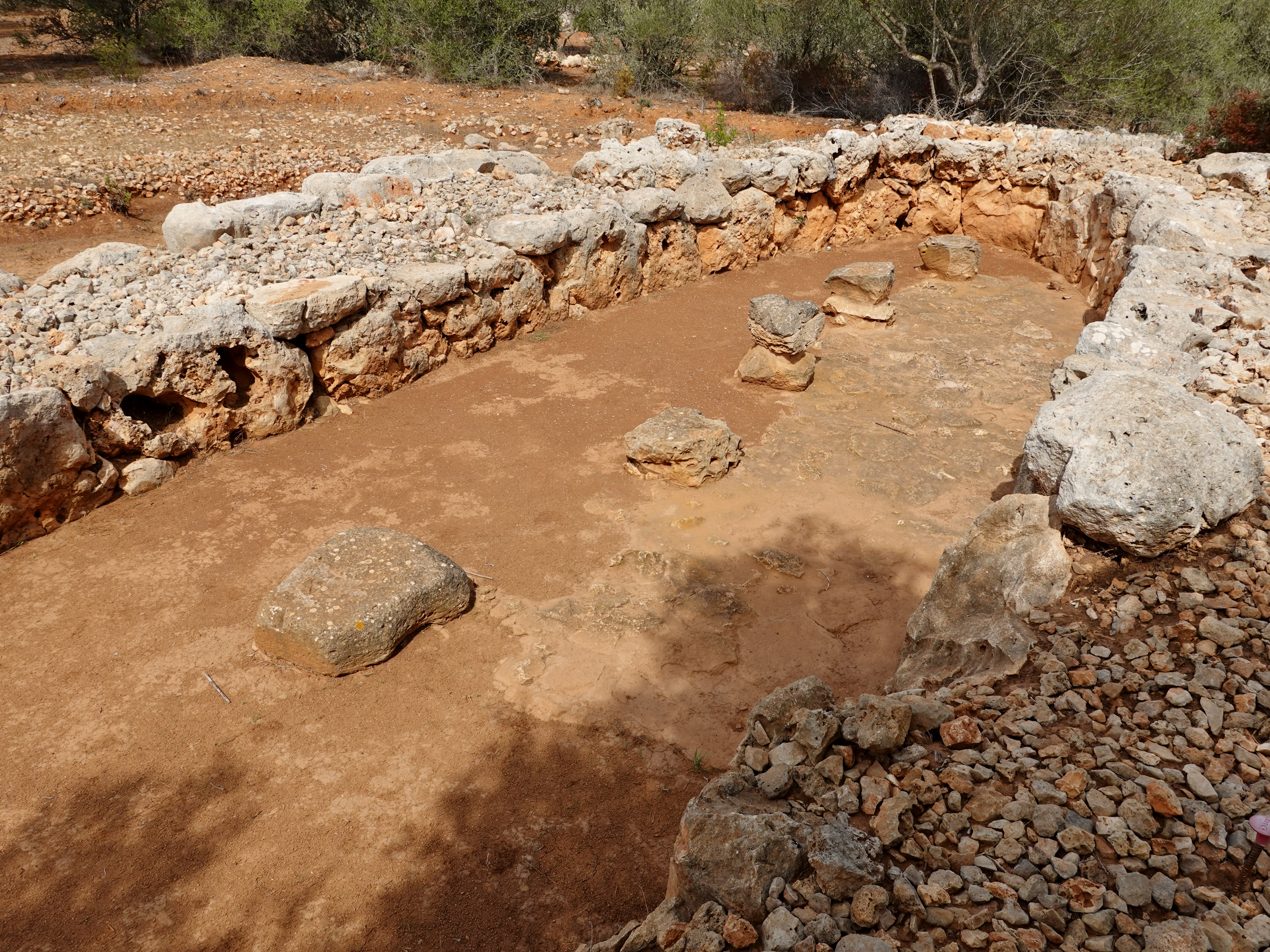
La naveta I dels Closos de Can Gaià

Les evidències de població més remotes que s'han trobat a la zona daten de l'edat del bronze, devers el 1700 aC, al jaciment arqueològic dels Closos de Can Gaià. Es creu que aquest poblat de navetes fou contínuament habitat fins al 800 aC, aproximadament dos segles més tard de l'aparició de la cultura talaiòtica.
De l'època de la romanització i de l'edat mitjana en general se'n sap ben bé poc, tot i que hi ha constància de l'ús del lloc privilegiat com a punt de comerç com a mínim fins al segle xv. Amb l'augment del corsarisme, el segle xvi l'activitat minvà i l'any 1570 es construí una torre de vigilància (destruïda l'any 1919), que durant segles fou l'única construcció del port. El segle xviii es produí un creixement notable del conreu de la vinya a Felanitx; a tall d'exemple, el 1749 a Felanitx hi havia 61 fabricants d'aiguardent. Això feu revifar l'activitat comercial del port. El 1793 es feren gestions per rehabilitar el port, però no fou fins a 1828 que es bastí un petit moll, i uns anys més tard es millorà el camí de Felanitx. El 1854 s'aconseguí l'elevació a categoria de port, que s'obrí el 1855 amb la construcció de l'adjacent duana. A partir de llavors, l'activitat comercial cresqué exponencialment i les millores d'infraestructures se succeïren, principalment la construcció del Far el 1863.
L'exportació de vi i aiguardents de Felanitx assolí tal importància, particularment gràcies a la crisi de la fil·loxera (que encara no havia arribat a Mallorca), que el 1883 es traçà un projecte de construcció d'una línia de ferrocarril per unir Felanitx amb el port, més de deu anys abans que s'inauguràs la línia de Palma a Felanitx. Foren els anys de màxim apogeu del port: l'exportació passà d'un milió de litres el 1879 a gairebé quinze milions el 1891. El principal port de destinació de les exportacions era Seta (75%).

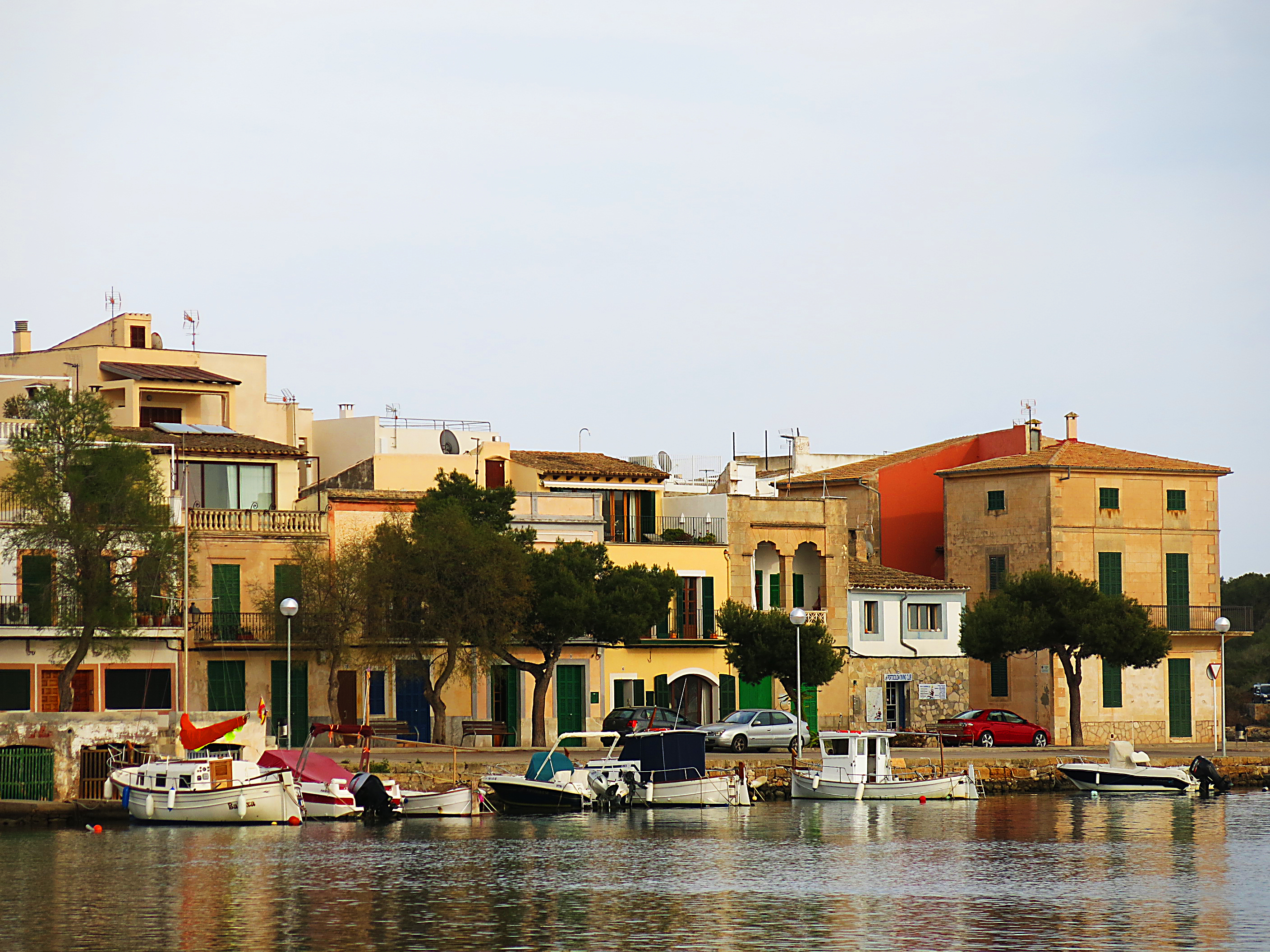
El barri de la Capella vist del Moll

De manera paral·lela a l'activitat comercial, també començà a aparèixer població estable al port. Així, el 1877 Joan Alou s'acollí a la Llei de Colònies Agrícoles i Poblacions Rurals de 3 de juny de 1868 per fundar una colònia agrícola a la zona de Can Alou (i poc més tard també a l'adjacent Pla de la Sínia) que constituí el nucli originari de Portocolom, l'actual barri de la Capella. El 1881 tenia 54 colons i 64 edificacions. Paral·lelament, el 1880 s'urbanitzà la zona de la Duana, devora el moll, principalment amb edificis industrials i comercials.
Pere d'Alcàntara Penya descrivia així Portocolom a la seva Guía de Baleares (1891):
| « | El port de Felanitx és un dels que major moviment comercial presenten a l'illa durant els mesos de tardor; en què, a més del seu vapor i de vaixells propis, hi van vapors i vaixells de vela estrangers a carregar vi cap a Cette de França; per aquest motiu, en aquesta època hi ha gran facilitat de passatge entre aquests dos punts. El gran nombre de carruatges que transiten per la carretera indicada, que de vegades arriba a formar cadena de més de cinc-cents, ha donat marge al projecte de ferrocarril que existeix, aprovat i en vies que les obres comencin d'aquí a pocs mesos, entre Felanitx i aquest port. | » |

Finalment, el 1891 la fil·loxera arribà a Felanitx i l'activitat de les exportacions caigué tan ràpidament com ho feu la producció vinícola. El projecte de construcció del ferrocarril es paralitzà i no es va dur mai a terme. El 1898 conclogué la construcció de la nova església, consagrada a la Mare de Déu del Carme (patrona dels pescadors), que havia començat el 1884 segons plans de Pere d'Alcàntara Penya en estil neogòtic damunt l'antiga capella, que datava de 1808. És parròquia d'ençà de 1968.
Durant la Primera Guerra Mundial, el període d'entreguerres mundials i durant les dues primeres dècades de postguerra civil, el comerç de Portocolom tornà a prendre força arran de l'exportació de garrofes, fruita, carbó i materials de construcció vers diversos ports dels Països Catalans.
Durant la Segona República, el batle de Felanitx, Pere Oliver i Domenge, promogué la creació de diverses escoles rurals, entre les quals una a Portocolom, a terrenys del pla de sa Sínia, inaugurada el 1935 segons projecte de Guillem Forteza. El 1976 fou clausurada arran de l'aprovació de la Llei de supressió de les escoles rurals, però, davant les peticions dels veïns de Portocolom, reobrí el 1978 sota el nom de «s'Algar». Ha estat ampliat el 1989, el 1993 i el 2003.
L'any 1961, per mor del boom turístic arreu de la costa mediterrània ibèrica, s'eliminà la duana i l'activitat comercial decaigué absolutament, deixant lloc a la pesca tradicional i la d'arrossegament, així com l'incipient sector terciari, com a activitats econòmiques primordials. Amb l'arribada massiva de turistes, la població patí un enorme augment per la forta immigració estacional que patí.

## Cultura
Els actes culturals més rellevants del poble tenen lloc sobretot durant l'època estival. Durant el mes de juliol, coincidint amb la celebració dels dos sants patrons (la Mare de Déu del Carme i Sant Jaume), s'organitzen sovint concerts de diversa naturalesa arran de mar (com la cantada d'havaneres del 16 de juliol), col·loquis i xerrades, activitats esportives (una carrera popular o la Travessia al port nedant) i altres actes socials com el sopar a penyes, la fira marinera o la processó de barques.

## Imatges

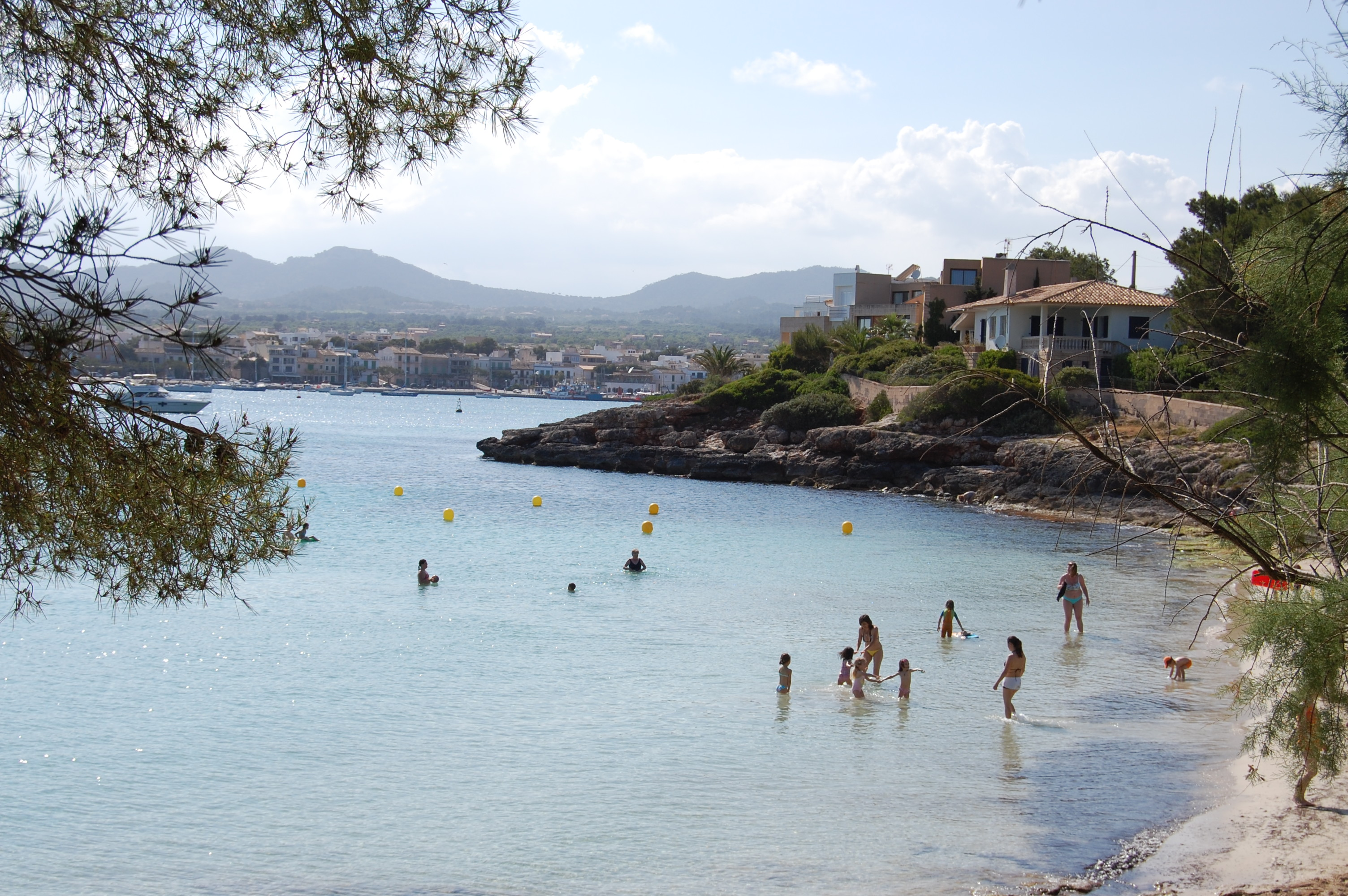
S'Arenal
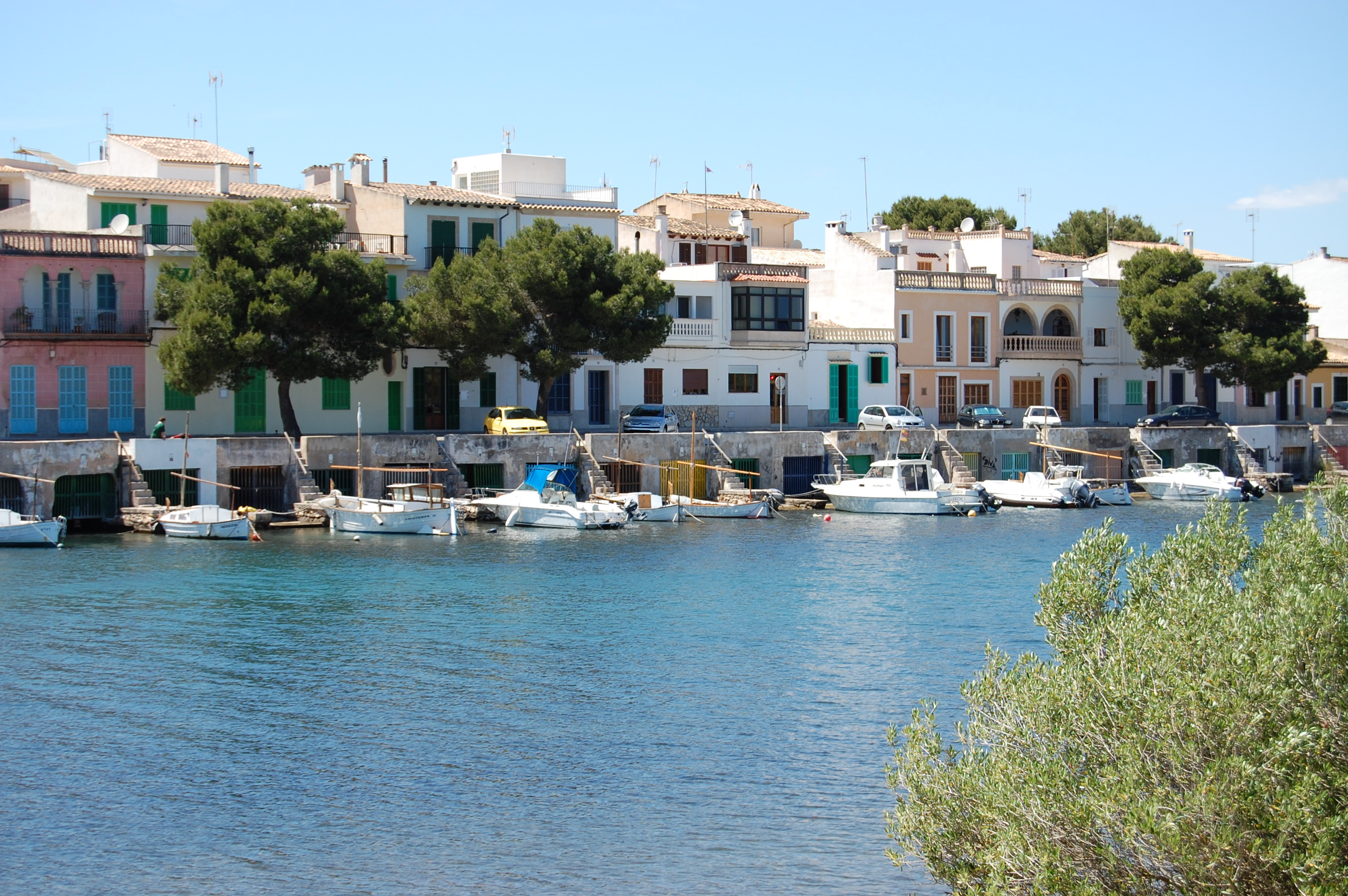
Es Riuetó
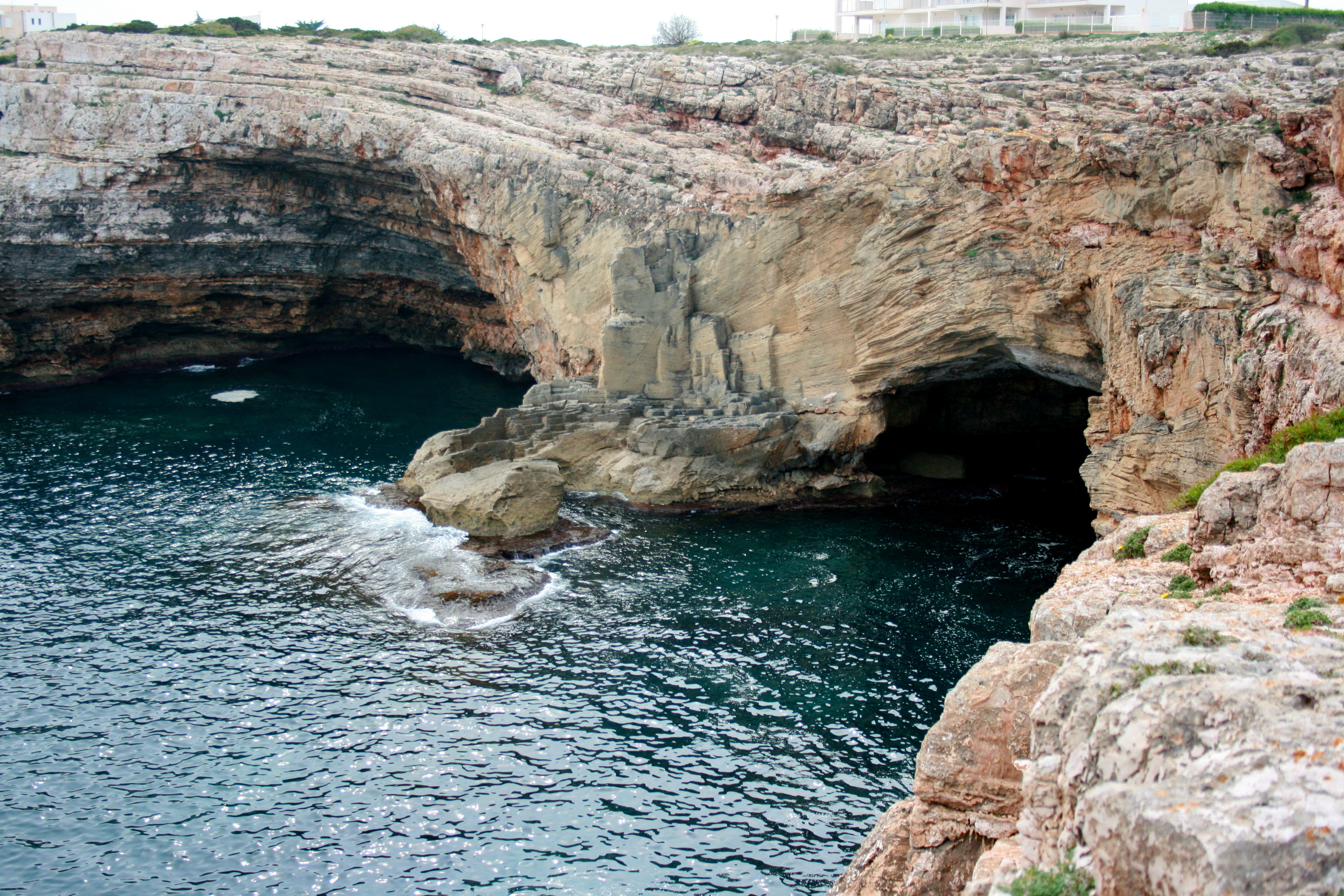
Coves dets Ases
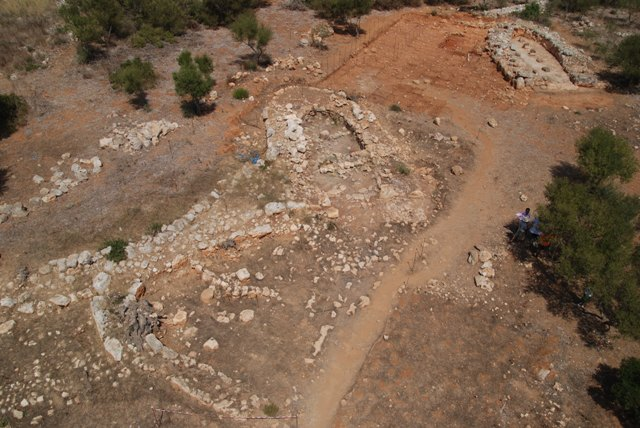
Closos de Can Gaià
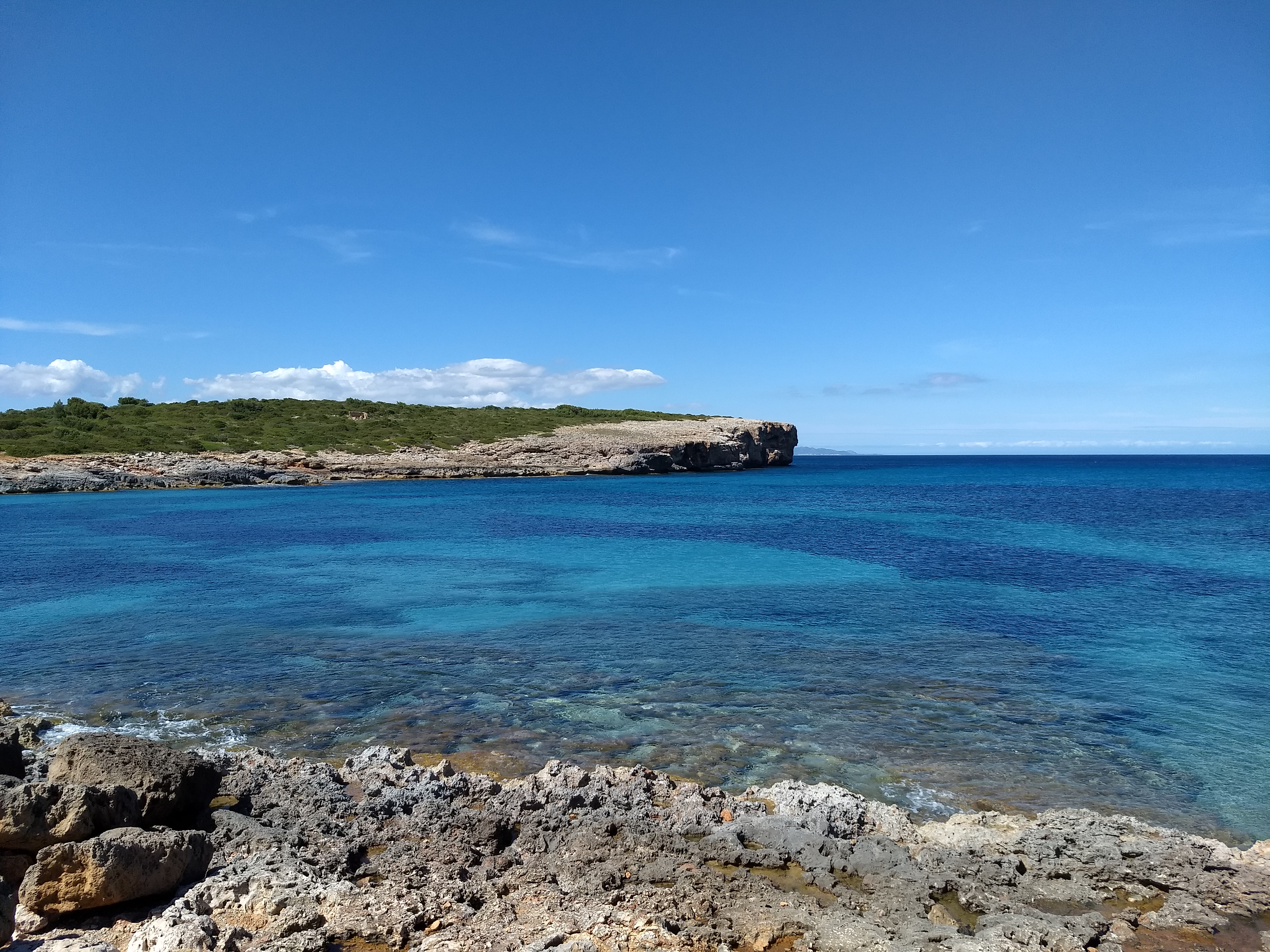
S'Algar